# Nedelino (obchtina)
Nedelino (bulgare : Неделино) est une obchtina de l'oblast de Smolyan en Bulgarie.

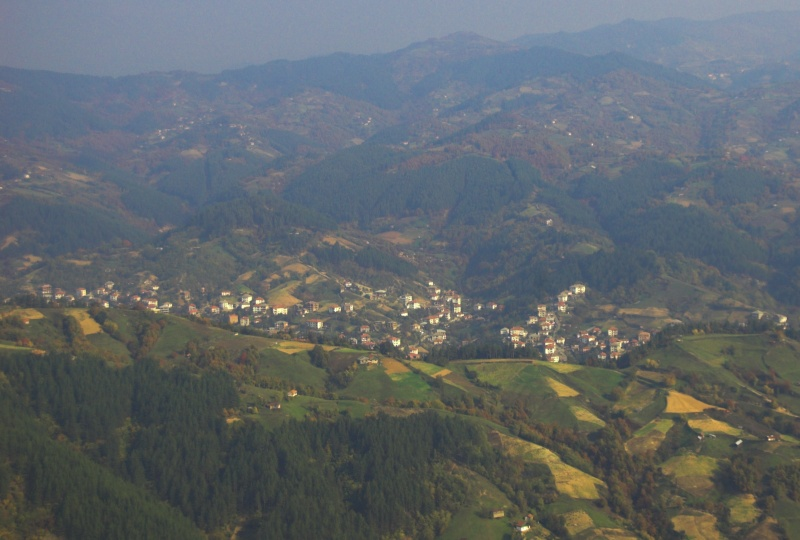